# Клавдія Метродора
Клавдія Метродора (бл. 54 — 68 н. е.) – греко-римська громадська благодійниця та політикиня острова Хіос. Широко фінансувала фестивалі, пов'язані з її рідним містом. Вона мала надзвичайну владу на Хіосі, досягнувши щедрими витратами високого положення на острові. Обіймала кілька політичних посад, у тому числі двічі була призначена вищим магістратом на Хіосі, і гімнасіархом чотири рази. Один з написів про неї, зокрема, описує її як «ту, що бажає слави для міста… патріотку своєї батьківщини і жрицю життя божественної імператриці Афродіти Лівії» через її досконалість і зразкову поведінку.

## Походження
Клавдія Метродора жила приблизно в середині першого століття, оскільки ім'я імператора Нерона зустрічається в одному з громадянських указів.
Метродора — грекиня, яка, згідно з використанням імен Клавдія, мала римське громадянство та посідала магістратури на острові Хіос. Метродора діяла на Хіосі виключно від свого імені, хоча була у шлюбі. Ім'я її чоловіка в написі не збереглося. Її родичів можна знайти принаймні в двох інших регіонах Малої Азії, які також займали чільні посади. Інформація з одного громадянського указу показує, що Метродора була рідною дочкою Клавдія Калоброта, але була удочерена Скітейном. Останній був важливим членом громади, оскільки Метродора саме після удочеріння почала відігравати значну публічну роль. В інших місцях задокументовано, що брат Метродори, Тіберій Клавдій Фесін, також був усиновлений Скіткіном. Оскільки рідний батько братів і сестер, Клавдій Калоброт, жив у Теосі, то є підстави вважати, що існував політичний союз між цими провідними родинами двох сусідніх міст.

## Діяльність
Клавдія Метродора здобула славу та честь через витрати, пов'язані з утриманням магістратур та офіційних посад у грецьких містах. Незважаючи на фрагментарність написів і той факт, що в багатьох випадках зберігся лише центр рядків, фрагменти трьох громадянських указів показують обіцянки Метродори щодо витрат, які перевищували необхідні: вона влаштувала розкішний бенкет для містян, включивши у витрати навіть гостей міста; взяла на себе керівництво імператорськими іграми як організаторка; чотири рази обіймала посаду гімнасіарха, а двічі на свято Гераклійських ігор роздала олію всьому місту. Метродора неодноразово була агонотетом (організатором) об'єднаного фестивалю. Також Клавдія Метродора з власних фінансів платила за громадське харчування, спорудила громадські лазні, забезпечувала постачання олії для громадського споживання та була удостоєна пошани. Метродора також тричі була президентом важливого релігійного фестивалю. Була уповноважена очолювати місто цілих два терміни.

## Життя в Ефесі
В Ефесі, як і на Хіосі, Метродора (на цей раз зі своїм чоловіком) виступає як громадська благодійниця у дуже ліберальній манері. Немає способу дізнатися відносну хронологію написів на Хіосі та Ефесі, оскільки обидва можуть бути датовані лише часами правління Нерона. Проте цілком ймовірно, що саме шлюб був причиною присутності Метродори в Ефесі, а значить її громадська діяльність розгорнулася там дещо пізніше, ніж на Хіосі. Клавдій Фесін, брат Метродори, також відігравав визначну роль у Ефесі. Фесін був первосвящеником тамтешнього провінційного імперського культу. Таким чином, він досяг вершини успіху для своєї сім'ї, займаючи таку посаду в столиці провінції Азія. Уявна легкість, з якою Метродора та її брат переміщалися між містами Хіосом та Ефесом, є типовою для інших провідних родин грецького Сходу в цей період.